# Jacek Jankowski
Jacek Jankowski (ur. 19 czerwca 1969 w Warszawie) – polski urzędnik służby cywilnej, dyplomata; ambasador RP w Etiopii (2012–2017) oraz Unii Europejskiej w Zambii (2019–2023) i Sierra Leone (od 2024).

## Życiorys
Jest absolwentem politologii na Wydziale Dziennikarstwa i Nauk Politycznych UW (1994), Wydziału Finansów i Bankowości Szkoły Głównej Handlowej (1998) oraz Columbia University (stypendium Banku Światowego i rządu Japonii), gdzie w 2001 uzyskał tytuł magistra w zakresie stosunków międzynarodowych.
Zawodowo związany z sektorem publicznym, zarówno w polskiej administracji, jak i w organizacjach międzynarodowych. Pracę rozpoczął w 1994 w Biurze Prasowym Rządu. Pracował m.in. w Urzędzie Regulacji Energetyki oraz w Sekretariacie Karty Energetycznej w Brukseli. Jako konsultant Banku Światowego w Waszyngtonie odpowiadał za politykę rozwojową w Afryce. Od 2002 w Ministerstwie Spraw Zagranicznych. Od 2005 do 2012, z krótką przerwą, pracował w Stałym Przedstawicielstwie RP przy UE w Brukseli, gdzie koordynował kwestie związane z polityką zagraniczną w Parlamencie Europejskim, był przedstawicielem w grupie ds. Afryki Subsaharyjskiej Rady Unii oraz zastępcą koordynatora wydziału polityki zagranicznej i działań zewnętrznych Unii. Od listopada 2012 do 31 maja 2017 ambasador RP w Etiopii, akredytowany jednocześnie przy Unii Afrykańskiej i Komisji Gospodarczej Narodów Zjednoczonych ds. Afryki oraz na Dżibuti, Sudan Południowy. Po powrocie do centrali był zastępcą dyrektora w Biurze Dyrektora Politycznego MSZ. W 2019 został ambasadorem Unii Europejskiej w Zambii Funkcję pełnił do sierpnia 2023. W 2024 objął stanowisko ambasadora Unii Europejskiej w Sierra Leone.
Włada językami: angielskim, francuskim, niemieckim i rosyjskim.
W 2014 otrzymał nagrodę za szczególne osiągnięcia w obszarze wspierania i ochrony interesów gospodarczych polskich przedsiębiorstw na rynkach zagranicznych „Amicus Oeconomiae”.